# San José, Xiutetelco
San José är en ort i Mexiko.   Den ligger i kommunen Xiutetelco och delstaten Puebla, i den sydöstra delen av landet, 190 km öster om huvudstaden Mexico City. San José ligger 1 935 meter över havet och antalet invånare är 1 969.
Terrängen runt San José är bergig. Runt San José är det ganska tätbefolkat, med 149 invånare per kvadratkilometer. Närmaste större samhälle är Teziutlan, 3,1 km nordväst om San José. I omgivningarna runt San José växer huvudsakligen savannskog.